# Carlos Leal (musicien)
Pour les articles homonymes, voir Carlos Leal et Leal.
Carlos Leal, né le 9 juillet 1969 à Fribourg, est un rappeur, chanteur et acteur hispano-suisse.

## Biographie
Né à Fribourg (Suisse) de parents immigrés espagnols, il grandit dans l'Ouest-lausannois et cofonde en 1990 le groupe de rap Sens Unik, avec qui il va marquer l'histoire du rap suisse et français pendant quinze ans (1991-2006) : huit albums dont quatre disques d'or, des tournées en Europe et aux États-Unis. Il participera plusieurs fois à des festivals comme le Montreux Jazz, les Eurockéennes de Belfort, le Paléo Festival Nyon, le New Music Seminar de New York, etc. Avec ses collègues Just One et Rade, il crée en 1994 le premier label indépendant de rap français Unik Records.
Carlos Leal commence sa carrière d'acteur dans Week End Break, puis joue dans plusieurs films suisses ou français.
En 2005, il obtient son premier rôle principal au cinéma avec le film suisse Snow White, rôle pour lequel il se voit décerner le prix du cinéma suisse pour le meilleur acteur dans un rôle principal. Quelques mois plus tard, il est l'une des shooting stars au festival de Berlin.
En 2006, il interprète le directeur du casino lors du tournoi de poker organisé dans le film de James Bond Casino Royale. Installé à Paris, il enchaîne les rôles dans des productions françaises, suisses, allemandes ou espagnoles.
En 2007, il tourne le rôle de Bernard dans la série Heidi. Puis, il interprète le rôle de Martin Orce dans la série R.I.S. Espagne pour Telecinco.
En 2008, il participe à cinq longs métrages dont Étreintes brisées de Pedro Almodóvar.
Il a incarné, entre 2007 et 2010, le personnage odieux de Jacques Noiret dans le feuilleton à succès d'Antena 3 Espagne El Internado.
Leal a également fait plusieurs apparitions pour des publicités concernant la société UPC Cablecom,,.

## Filmographie

### Cinéma
- 2002 : Week End Break (court métrage) de Jean-Paul Cardinaux : Phil
- 2003 : Trinivel d’Hubert Woroniecki
- 2003 : Love Express d’Elena Hazanov : Al
- 2004 : Un amour sans partage (titre original : Hildes Reise) de Christof Vorster : un moine du monastère
- 2004 : Les Amateurs de Martin Valente : Britannicus
- 2004 : Visite Médicale (court métrage) de Felix von Muralt : le suisse
- 2005 : Snow White de Samir : Paco
- 2006 : Casino Royale de Martin Campbell : le directeur du casino
- 2006 : Coupé court (court métrage) d’Hugo Veludo : Éric
- 2006 : Elvis & Angel Hart de Goce Cvetanovski, Jo Kelly et Carlos Leal : Elvis-René Gicon
- 2007 : L'Écart de Franz Josef Holzer : le chimiste
- 2007 : Univers Paralits (court métrage) de Tommaso Volpi : Eugène
- 2007 : Colisée (court métrage) de Yassine Azzouz et Justin Pechberty : Max
- 2007 : Corps étrangers (court métrage) de Naël Marandin : Felipe
- 2008 : Dirty Money, l'infiltré de Dominique Othenin-Girard : Alexandre Girard
- 2009 : À la carte de Nacho García Velilla : Pascal Sánchez
- 2009 : Verso de Xavier Ruiz : Victor Preiswerk
- 2009 : Étreintes brisées de Pedro Almodóvar
- 2009 : Brandstifter de Felix von Muralt : Luc
- 2010 : Everybody Loves Paco de Valéry Schatz : Paco
- 2010 : Sennentuntschi de Michael Steiner : Martin
- 2010 : El mal ajeno d’Óskar Santos Gómez : Armand
- 2010 : The Way d’Emilio Estevez : Jean
- 2010 : Lester de Pascal Forney : Lester
- 2011 : Carré blanc de Jean-Baptiste Leonetti : Jean-Luc
- 2011 : Parallel (court métrage) d’Andrew R. Jones : Tim Caviot
- 2011 : Grace (court métrage) de Jo Kelly : Jérôme
- 2011 : Nobody's Rose d’Ignacio Oliva : Daniel
- 2011 : Au prix du sang de Roland Joffé : captain Jorge
- 2012 : Fuite à travers l'Himalaya de Maria Blumencron : Jean-François
- 2012 : Buscando a Eimish d’Ana Rodríguez Rosell : Kai
- 2012 : Intersection de David Marconi : Cyril
- 2012 : A New Yorker @ Paris d’Ileana D. Vasquez : Alexandre
- 2012 : First in Flight (court métrage) de Brandon Hess : maître Pierre
- 2012 : Missing You (court métrage) de Maggie Soboil : l'homme
- 2012 : The dinner (court métrage) de Carlos López Estrada : Bejan Gaudet
- 2013 : Who Killed Johnny d’Yangzom Brauen : Marcel/Carlos
- 2013 : Brûlures (court métrage) de Christophe Vauthey : Arthur
- 2013 : Max (court métrage) de Roman Wyden : André
- 2014 : 20 Règles pour Sylvie de Jacques à Bâle : Adalbert
- 2014 : Oro verde de Mohammed Soudani : Augusto
- 2014 : Sandjaks (court métrage) d’Alexander Campbell : Danny
- 2016 : Spaceman de Brett Rapkin : Gino Lapue
- 2017 : Quail Lake de Roman Wyden : Laurent
- 2020 : Sa dernière volonté (The Last Thing He Wanted) de Dee Rees : Max Epperson/Bob Weir
- 2022 : Père Stu : un héros pas comme les autres (Father Stu) de Rosalind Ross : le père Garcia

### Télévision
- 2003 : Anomalies passagères (téléfilm) de Nadia Fares Anliker : le photographe
- 2003 : Aventure et Associés - saison 1, épisode 22 : Bradette
- 2004 : Léa Parker - saison 1, épisode 7
- 2005 : Le tuteur - Pour le sourire de Romain de François Velle : Christophe Beauchamp
- 2005 : Groupe flag - saison 3, épisode 1 : le bel homme
- 2005 : EastEnders - 2 épisodes de Clive Arnold : Henri
- 2006 : El Comisario - saison 10, 3 épisodes : Jaime Mora/Javier Mora
- 2007 : Heidi - Saison 1 - 7 épisodes : Bernard
- 2007 : La Famille Serrano - Saison 6, épisode 5 de Mar Olid
- 2007 - 2010 : El Internado : Jacques Noiret
- 2007 : R.I.S. Científica - saison 1 - 13 épisodes : Martín Orce
- 2007 : Femmes de loi - saison 8, épisode 3 : Raphaël Montès
- 2007 : Tarragone, du paradis à l'enfer (téléfilm) de Peter Keglevic : José Rodríguez
- 2008 : The Art of Kissing de Carlos Leal : homme
- 2009 - 2011 : Boulevard du palais, saison 11 à 13 - 9 épisodes : Philippe
- 2010 : Maison close - saison 1, épisode 6 : l'ambassadeur ottoman
- 2011 : Chaos saison 1, épisode 7 : Luc Mounian
- 2012 : Last Resort saison 1, épisode 3 : Dr Guttman
- 2013 : Devious Maids - saison 1, épisodes 3 et 4 : Benny Soto
- 2013 : Covert Affairs - saison 4, épisodes 7 : Sabino Laurent
- 2013 : Marvel : Les Agents du SHIELD - saison 1, épisode 2 : un archéologue
- 2013 : Ein Sommer in Amalfi (téléfilm) de Jorgo Papavassiliou : Luca
- 2014 : Perception - saison 3, épisode 1 : détective Girard
- 2014 - 2015 : Le Croque-mort - saison 1 à 3, 12 épisodes : Pedro Lambert
- 2015 : The Last Ship - saison 2, épisodes 3, 4 et 5 : Juan Carlos
- 2015 : The Team - 8 épisodes : Jean-Louis Poquelin
- 2016 : Rosewood - saison 2, épisode 4 : Edgar Moreno
- 2016 : Esprits criminels : Unité sans frontières - saison 1, épisode 12 : lieutenant Esposito
- 2016 : Notorious - saison 1, épisode 10 : Ignacio Enriquez
- 2016 : Dream Team (téléfilm) de Marc Buckland (en) : Carlos Diaz
- 2016 : Gothard (téléfilm) d'Urs Egger : Louis Favre
- 2017 : Landgericht (téléfilm) de Matthias Glasner : Rodolfo
- 2017 : Training Day saison 1, épisode 13 : Ruiz/El Jaguar
- 2018 : Better Call Saul saison 4, épisode 5 : ingénieur en structure
- 2018 : MacGyver saison 3, épisode 17 : Jules
- 2019 - 2021 : The L Word Génération Q - saison 1 et 2, 13 épisodes : Rodolfo Nùñez

### Théâtre
- 2023 : Hermanos de Carlos Henriquez et Fausto Borghini : Carlos Molina

### Jeu vidéo
- 2018 : Shadow of the Tomb Raider : Dr Dominguez